# 宮坂純一
宮坂純一（みやさか じゅんいち、1948年2月26日-　）は、日本の経営学者、元奈良学園大学教授。
福井県越前市生まれ（新潟県）。1970年神戸市外国語大学ロシア語科卒、1977年神戸大学大学院経営学研究科博士課程、北海学園大学経済学部専任講師、79年助教授、1985年奈良産業大学経済学部教授、99年経営学部教授、奈良学園大学教授。83年「ソ連邦における社会主義競争の研究」で神戸大学より経営学博士の学位を取得。ソ連・ロシアの経営、経営倫理学を専門とする。

## 著書
- 『ソビエト労務管理論 ソ連邦における科学的労働組織(HOT)の研究』千倉書房 1977
- 『社会主義競争論の展開 社会主義企業労務の研究』千倉書房 1981
- 『経営労務論』杉山書店 1982
- 『現代ソ連邦労務管理事情』千倉書房 1987
- 『社会主義経営とモチベーション』中央経済社 1989
- 『報酬管理の日本的展開 賃金とモチベーション』晃洋書房 1989
- 『経営管理の論理』晃洋書房 1991
- 『日本的経営への招待』晃洋書房 1994
- 『現代企業のモラル行動 アメリカのモラル改革運動の批判的検討』千倉書房 奈良産業大学経済・経営研究叢書 1995
- 『ビジネス倫理学の展開』晃洋書房 1999
- 『ステイクホルダー・マネジメント 現代企業とビジネス・エシックス』晃洋書房 2000
- 『企業社会と会社人間』晃洋書房 2002
- 『企業は倫理的になれるのか』晃洋書房 2003
- 『ステイクホルダー行動主義と企業社会』晃洋書房 2005
- 『道徳的主体としての現代企業 何故に,企業不祥事が繰り返されるのか』晃洋書房 2009
- 『ロシア経営学の新潮流 CSR教育・研究の動向』晃洋書房 2015

### 翻訳
- А.Л.スヴェンツィツキー『ソ連の行動科学的管理論』片岡信之,田中照純共訳 同文館出版 1977
- ヴォルコフ, チェルヴャコフ『現代ソ連の労働者と企業管理 生産の主人公感情の形成』千倉書房 1979
- オー・パシケーヴィチ『アメリカ経営学批判』千倉書房 1982
- オー・シカラターン『社会主義生産集団の科学』杉山書店 1983
- ラーフリコフ, コリーツキー『ソビエト管理論の基礎』杉山書店 1984
- ヨーロッパ産業民主主義国際研究グループ『ヨーロッパの労使関係』奥林康司、石井修二、佐護誉、大谷真忠、菊野一雄共訳 有斐閣選書R 1984

## 論文
- <宮坂純一